# Vălișoara
Vălișoara is een Roemeense gemeente in het district Hunedoara.
Vălișoara telt 1351 inwoners.